# Philippe-Jacques de Laroche
Philippe-Jacques de Laroche, dit Hubert, né à Paris le 17 septembre 1765 et mort aux Batignolles le 26 novembre 1837, est un auteur dramatique et romancier français.

## Biographie
Ses pièces ont été représentées sur les plus grandes scènes parisiennes du XIXe siècle : Théâtre de l'Ambigu-Comique, Théâtre de la Porte-Saint-Martin, Théâtre de la Gaîté, Théâtre du Vaudeville, etc.

## Œuvres
- Erreur et Sympathie, ou la Comtesse de Saint-Géran, mélodrame en 3 actes, en prose, 1802
- Ramire ou le Fils naturel, mélodrame en 3 actes, orné de spectacles et de combats, 1805
- Charles ou les Dangers de l'inconduite, mélodrame historique en 3 actes, 1806
- Les Serfs de la Scandinavie, mélodrame en 3 actes, en prose et à grand spectacle, avec Justin Taylor, 1806
- Clara, ou le Malheur et la Conscience, mélodrame en 3 actes, en prose et à grand spectacle, musique de Alexandre Piccinni et Adrien Quaisain, 1808
- Le Faux Martin guerre, ou la Famille d'Artigues, mélodrame en 3 actes, à grand spectacle, tiré des causes célèbres, musique de Piccinni, 1808
- Le Siège de Paris, mélodrame en 3 actes et à spectacle, musique de Piccinni, 1809
- Frédéric de Minski, ou le Tribunal de famille, mélodrame en 3 actes et à spectacle, musique de Piccinni, 1810
- Amélasis ou Amour et ambition, mélodrame en 3 actes, à grand spectacle, 1811
- Achmet, ou l'Ambition maternelle, mélodrame en 3 actes, à grand spectacle, avec Jean-Baptiste-Louis Camel et Ludwig Benedict Franz von Bilderbeck, 1811
- Rodolphe ou la Tour de Falkenstein, mélodrame en 3 actes, avec Louis Tavernier et Bilderbeck, 1812
- Aloïse ou le Délire d'un père, mélodrame en 3 actes, 1813
- Clara de Rosemberg, opéra semiseria italien en 3 actes, musique de Louis Ricci, 1813
- Belisaire, mélodrame en 3 actes, avec Jean-Guillaume-Antoine Cuvelier, 1815
- Isaurine et Walbourg ou la Révolte de Coperberg, mélodrame en 3 actes, 1815
- L'Homicide, ou les Amis du Mogol, mélodrame en 3 actes, à grand spectacle, avec Cuvelier, 1817
- Saphira, ou l'Épouse d'un jour, mélodrame en 3 actes, à spectacle, 1817
- Sigismond ou les Rivaux illustres, mélodrame en 3 actes et à spectacle, avec E. F. Varez, 1820
- Le Faux mentor, ou Encore un Tartuffe, comédie en 1 acte et en vers, 1820
- Le Château du Tyrol, ou la Famille Renneville, roman, 2 vol, 1821
- Eustache de Saint-Pierre, ou le Siège de Calais, mélodrame historique en 3 actes, à grand spectacle, 1822
- La Lanterne sourde, ou les Deux porte-faix, vaudeville-féerie en un acte, avec Antier et Marc-Antoine Désaugiers, 1823
- Amélie Mansfield, mélodrame en 3 actes, 1825
- Gustave, ou le Napolitain, mélodrame en 3 actes, avec Benjamin Antier et Anicet Bourgeois, 1825